# Rally Cycling (Frauenteam)/Saison 2017
Dieser Artikel beschreibt die Mannschaft und die Siege des Frauenradsportteams Rally Cycling in der Saison 2017.

## Mannschaft
| Teamkader 2017    | Teamkader 2017    | Teamkader 2017     | Teamkader 2017               |
| Name              | Geburtsdatum      | Land               | Vorheriges Team              |
| ----------------- | ----------------- | ------------------ | ---------------------------- |
| Erica Allar       | 5. November 1985  | Vereinigte Staaten | Colavita–Fine Cooking (2015) |
| Amy Benner        | 20. Juni 1988     | Vereinigte Staaten |                              |
| Sara Bergen       | 6. Dezember 1988  | Kanada             |                              |
| Allison Beveridge | 1. Juni 1993      | Kanada             |                              |
| Kelly Catlin      | 3. November 1995  | Vereinigte Staaten |                              |
| Caitlin Laroche   | 25. August 1989   | Vereinigte Staaten |                              |
| Kirsti Lay        | 7. April 1988     | Kanada             | SAS-Mazda-Macogep (2015)     |
| Katherine Maine   | 22. November 1997 | Kanada             |                              |
| Sara Poidevin     | 7. Mai 1996       | Kanada             |                              |
| Monica Volk       | 26. Oktober 1994  | Vereinigte Staaten |                              |
| Emma White        | 23. August 1997   | Vereinigte Staaten |                              |
|                   |                   |                    |                              |
| Quelle: UCI       |                   |                    |                              |

## Siege
| Siege    | Siege                                                | Siege              | Siege  | Siege             | Siege |
| Datum    | Rennen                                               | Staat              | Klasse | Siegerin          |       |
| -------- | ---------------------------------------------------- | ------------------ | ------ | ----------------- | ----- |
| 22. Apr. | Tour of the Gila (Frauenradsport), 4. Etappe         | Vereinigte Staaten | 2.2    | Emma White        |       |
| 24. Jun. | Kanadische Meisterschaften, Straßenrennen der Frauen | Kanada             | CN     | Allison Beveridge |       |
| 19. Jul. | Cascade Cycling Classic Women, 1. Etappe             | Vereinigte Staaten | 2.2    | Kirsti Lay        |       |
| 21. Jul. | Cascade Cycling Classic Women, 3. Etappe             | Vereinigte Staaten | 2.2    | Sara Bergen       |       |
| 23. Jul. | Cascade Cycling Classic Women, 5. Etappe             | Vereinigte Staaten | 2.2    | Sara Poidevin     |       |